# Petersburg (Virginia)
Petersburg è una città autonoma (independent city) degli Stati Uniti d'America, nello Stato della Virginia. Situata sulle rive del fiume Appomattox, conta una popolazione di 32 885 abitanti secondo una stima del 2007. Si trova nella zona nota come Tri-Cities area della regione di Richmond-Petersburg, ed è parte dell'area metropolitana (MSA) di Richmond. L'ufficio di analisi economiche Bureau of Economic Analysis (BEA) calcola la città di Petersburg (assieme a Colonial Heights) con la vicina Contea di Dinwiddie per le sue analisi statistiche.

## Storia

### Fondazione ed inizi
All'arrivo degli inglesi nei primi del 1600, la zona era occupata dagli indiani Powhatan, in un insediamento noto come Appamatuck dalle carte del capitano John Smith. Era la sede dell'omonima tribù dei Nativi americani, governati da una "regina" affiliata al Capo Powhatan ed alla Confederazione Powhatan.
Petersburg si sviluppò dall'iniziale Fort Henry, costruito dagli inglesi sulla riva sud del fiume Appomatox nel 1645 e la città crebbe velocemente. L'Assemblea generale della Virginia le diede dignità formale nel 1748. 
La Battaglia di Petersburg del 1781 era parte della campagna britannica per la riconquista della Virginia.
Il porto di Petersburg divenne un importante centro commerciale per il cotone, il tabacco ed i metalli, prodotti della regione. Dopo la metà del ottocento Petersburg divenne un centro ferroviario con collegamenti a Richmond, Farmville, Lynchburg, Weldon. Era uno snodo ferroviario tra le linee nord-sud ed est-ovest, sito sulla Norfolk and Petersburg Railroad completata nel 1858.

### Storia postbellica
La città è circondata da una serie di fortificazioni costruite durante gli anni della "ricostruzione" successiva alla guerra di secessione. Molte di queste sono state preservate nel Pamplin Park.

## Contee/Città autonome confinanti
- Contea di Chesterfield - nord-ovest
- Colonial Heights - nord
- Contea di Dinwiddie - ovest, sud-ovest
- Contea di Prince George - est, sud-est